# Alison Gaylin
Pour les articles homonymes, voir Gaylin.
Alison Gaylin est une femme de lettres américaine, auteure de roman policier.

## Biographie
Elle fait des études à l'université Northwestern, puis à l'université Columbia, où elle obtient un diplôme en journalisme. Elle travaille pendant une quinzaine d'années pour le New York Post comme journaliste couvrant les arts et spectacles.
En 2005, elle publie son premier roman policier, Hide Your Eyes qui lui vaut d'être nommée pour le prix Edgar-Allan-Poe du meilleur premier roman. Ce titre amorce une série consacrée aux enquêtes du détective amateur Samantha Leiffer, qui est, le jour, enseignante de maternelle, et, le soir, guichetière dans un théâtre Off-Broadway.
Une autre série policière, ayant pour héroïne Simone Glass, une journaliste travaillant pour un journal à scandales d'Hollywood, débute en 2007 avec Scoop à Hollywood (Trashed).
En 2012, elle fait paraître And She Was, roman policier grâce auquel elle est lauréate du prix Shamus du meilleur livre de poche original 2013. Ce titre inaugure une série consacrée aux enquêtes de Brenna Spector, une détective spécialisée dans la recherche des personnes disparues.

## Œuvre

### Romans

#### SérieSamantha Leiffer
- Hide Your Eyes (2005)
- You Kill Me (2005)

#### SérieSimone Glass
- Trashed (2007) Publié en français sous le titre Scoop à Hollywood, Paris, Fleuve noir, 2009  (ISBN 978-2-265-08684-5)
- Heartless (2008)

#### SérieBrenna Spector
- And She Was (2012)
- Into the Dark (2013)
- Stay With Me (2014)

#### Autres romans
- Reality Ends Here (2013)
- What Remains of Me (2016) Publié en français sous le titre Ne te retourne pas, City Éditions (2017)  (ISBN 978-2-8246-0886-0)
- If I Die Tonight (2018)
- Never Look Back (2019)
- The Collective (2021)
- We Are Watching (2025)

## Prix et distinctions

### Prix
- Prix Shamus du meilleur livre de poche original 2013 pour And She Was[2]
- Prix Edgar-Allan-Poe du meilleur livre de poche original 2019 pour If I Die Tonight[3]

### Nominations
- Prix Edgar-Allan-Poe du meilleur premier roman pour Hide Your Eyes[3]
- Prix Anthony du meilleur livre de poche original 2013 pour And She Was[4]
- Prix Anthony du meilleur livre de poche original 2015 pour Stay With Me[4]
- Prix Edgar-Allan-Poe du meilleur livre de poche original 2015 pour Stay With Me[3]
- Prix Edgar-Allan-Poe du meilleur roman 2017 pour What Remains of Me[3]
- Prix Anthony du meilleur livre de poche original 2019 pour If I Die Tonight[4]
- Prix Macavity du meilleur roman 2019 pour If I Die Tonight[5]
- Prix Thriller 2020 du meilleur livre de poche original pour Never Look Back[6]
- Prix Anthony 2022 du meilleur roman pour The Collective[4]